# آل سعد (نهم)

تعديل مصدري - تعديل

آل سعد هي إحدى قرى عزلة عيال غفير بمديرية نهم التابعة لمحافظة صنعاء، بلغ تعداد سكانها 223 نسمة حسب تعداد اليمن لعام 2004.